# Adjunkte
Die Adjunkte, klassische Adjungierte (nicht zu verwechseln mit der echten adjungierten Matrix) oder komplementäre Matrix einer Matrix ist ein Begriff aus dem mathematischen Teilgebiet der linearen Algebra. Man bezeichnet damit die Transponierte der Kofaktormatrix, also die Transponierte jener Matrix, deren  Einträge die vorzeichenbehafteten Minoren (Unterdeterminanten) sind.
Mit Hilfe der Adjunkten kann man die Inverse einer regulären quadratischen Matrix berechnen.

## Definition
Die Adjunkte {\displaystyle \operatorname {adj} (A)} einer quadratischen Matrix {\displaystyle A\in K^{n\times n}} mit Einträgen aus einem Körper (oder allgemeiner aus einem  kommutativen Ring) {\displaystyle K} ist definiert als
{\displaystyle \operatorname {adj} (A)=\operatorname {Cof} (A)^{\mathsf {T}}={\tilde {A}}^{\mathsf {T}}={\begin{pmatrix}{\tilde {a}}_{11}&{\tilde {a}}_{12}&\cdots &{\tilde {a}}_{1n}\\{\tilde {a}}_{21}&{\tilde {a}}_{22}&&{\tilde {a}}_{2n}\\\vdots &&\ddots &\vdots \\{\tilde {a}}_{n1}&{\tilde {a}}_{n2}&\cdots &{\tilde {a}}_{nn}\end{pmatrix}}^{\mathsf {T}}={\begin{pmatrix}{\tilde {a}}_{11}&{\tilde {a}}_{21}&\cdots &{\tilde {a}}_{n1}\\{\tilde {a}}_{12}&{\tilde {a}}_{22}&&{\tilde {a}}_{n2}\\\vdots &&\ddots &\vdots \\{\tilde {a}}_{1n}&{\tilde {a}}_{2n}&\cdots &{\tilde {a}}_{nn}\end{pmatrix}}}.
Es ist hierbei zu beachten, dass an der Stelle {\displaystyle (j,i)} der Kofaktor {\displaystyle {\tilde {a}}_{ij}} steht. Die Kofaktoren {\displaystyle {\tilde {a}}_{ij}} berechnen sich zu
{\displaystyle {\tilde {a}}_{ij}=(-1)^{i+j}\cdot M_{ij}=(-1)^{i+j}\cdot \det {\begin{pmatrix}a_{1,1}&\cdots &a_{1,j-1}&a_{1,j+1}&\cdots &a_{1,n}\\\vdots &\ddots &\vdots &\vdots &\ddots &\vdots \\a_{i-1,1}&\cdots &a_{i-1,j-1}&a_{i-1,j+1}&\cdots &a_{i-1,n}\\a_{i+1,1}&\cdots &a_{i+1,j-1}&a_{i+1,j+1}&\cdots &a_{i+1,n}\\\vdots &\ddots &\vdots &\vdots &\ddots &\vdots \\a_{n,1}&\cdots &a_{n,j-1}&a_{n,j+1}&\cdots &a_{n,n}\end{pmatrix}}}.
Die Minoren {\displaystyle M_{ij}} sind also die Werte der Unterdeterminanten der Matrix {\displaystyle A}, die durch Streichen der {\displaystyle i}-ten Zeile und der {\displaystyle j}-ten Spalte entstehen.
Da die Adjunkte in heutigen Lehrbüchern selten auftaucht und in älteren Werken die Notation nicht immer eindeutig ist, ist Vorsicht geboten. Oft wird dieselbe Notation für die Adjunkte und die Adjungierte (also bei reellen Matrizen deren Transponierte, bei komplexen Matrizen deren konjugiert-transponierte) verwendet.

## Beispiele

### (2 × 2)-Matrix
Eine beliebige {\displaystyle 2\times 2}-Matrix hat die Form
{\displaystyle A={\begin{pmatrix}{a}&{b}\\{c}&{d}\end{pmatrix}}}
Die Adjunkte zu dieser Matrix ist
{\displaystyle \operatorname {adj} (A)={\begin{pmatrix}\,\,\,{d}&\!\!{-c}\\{-b}&{a}\end{pmatrix}}^{\mathsf {T}}={\begin{pmatrix}\,\,\,{d}&\!\!{-b}\\{-c}&{a}\end{pmatrix}}}

### (3 × 3)-Matrix
Eine beliebige {\displaystyle 3\times 3}-Matrix hat die Form
{\displaystyle A={\begin{pmatrix}a&b&c\\d&e&f\\g&h&i\end{pmatrix}}}
Die Adjunkte zu dieser Matrix ist
{\displaystyle {\begin{aligned}\operatorname {adj} (A)&={\begin{pmatrix}\quad \det {\begin{pmatrix}e&f\\h&i\end{pmatrix}}&-\det {\begin{pmatrix}d&f\\g&i\end{pmatrix}}&\quad \det {\begin{pmatrix}d&e\\g&h\end{pmatrix}}\\-\det {\begin{pmatrix}b&c\\h&i\end{pmatrix}}&\quad \det {\begin{pmatrix}a&c\\g&i\end{pmatrix}}&-\det {\begin{pmatrix}a&b\\g&h\end{pmatrix}}\\\quad \det {\begin{pmatrix}b&c\\e&f\end{pmatrix}}&-\det {\begin{pmatrix}a&c\\d&f\end{pmatrix}}&\quad \det {\begin{pmatrix}a&b\\d&e\end{pmatrix}}\end{pmatrix}}^{\mathsf {T}}\\[.7em]&={\begin{pmatrix}ei-fh&fg-di&dh-eg\\ch-bi&ai-cg&bg-ah\\bf-ce&cd-af&ae-bd\end{pmatrix}}^{\mathsf {T}}\\[.7em]&={\begin{pmatrix}ei-fh&ch-bi&bf-ce\\fg-di&ai-cg&cd-af\\dh-eg&bg-ah&ae-bd\end{pmatrix}}\end{aligned}}}

## Eigenschaften
Nachfolgende Beziehungen gelten für alle Matrizen aus {\displaystyle K^{n\times n}}
{\displaystyle \operatorname {adj} (E)=E}, wobei {\displaystyle E} eine Einheitsmatrix ist.
{\displaystyle \operatorname {adj} (0)=0} für {\displaystyle n>1}, wobei 0 die Nullmatrix ist. Für {\displaystyle 1\times 1}-Matrizen {\displaystyle A=[a_{11}]} gilt jedoch immer, auch für die Nullmatrix: {\displaystyle \operatorname {adj} ([a_{11}])=[1]}.
{\displaystyle \operatorname {adj} (AB)=\operatorname {adj} (B)\cdot \operatorname {adj} (A)}
{\displaystyle \operatorname {adj} (A^{\mathsf {T}})=\operatorname {adj} (A)^{\mathsf {T}}}
{\displaystyle A\cdot \operatorname {adj} (A)=\operatorname {adj} (A)\cdot A=\det(A)\cdot E}
{\displaystyle \operatorname {adj} (\lambda A)=\lambda ^{n-1}\operatorname {adj} (A)} wobei {\displaystyle \lambda \in K}
{\displaystyle \det(\operatorname {adj} (A))=(\det A)^{n-1}}
{\displaystyle \operatorname {adj} (\operatorname {adj} (A))=(\det A)^{n-2}A}, insbesondere für {\displaystyle 2\times 2}-Matrizen gilt {\displaystyle \operatorname {adj} (\operatorname {adj} (A))=A}
Für invertierbare Matrizen gilt zusätzlich
{\displaystyle (\operatorname {adj} (A))^{-1}={\frac {1}{\det(A)}}A=\operatorname {adj} (A^{-1})}

## Berechnung der Inversen einer Matrix
Die einzelnen Spalten der Inversen einer Matrix {\displaystyle A} werden jeweils von der Lösung des Gleichungssystems {\displaystyle Ax=e_{j}} mit dem {\displaystyle j}-ten Einheitsvektor auf der rechten Seite gebildet. Berechnet man diese mit der cramerschen Regel, so erhält man die Formel
{\displaystyle A^{-1}={\frac {1}{\det(A)}}\,\operatorname {adj} (A).}
Eine invertierbare {\displaystyle 2\times 2}-Matrix lässt sich somit auf sehr einfache Weise invertieren:
{\displaystyle A^{-1}={\frac {1}{\det(A)}}\,\operatorname {adj} (A)={\frac {1}{ad-bc}}{\begin{pmatrix}\,\,\,{d}&\!\!{-b}\\{-c}&{a}\end{pmatrix}}}